# Katja Milič
Katja MILIČ - slovenska pianistka in pedagoginja, Trst
Pianistka Katja Milič je začela s študijem klavirja na šoli Glasbene Matice v Trstu. Leta 1986 je diplomirala z odliko na državnem konservatoriju „G.Tartini“ v Trstu, pod mentorstvom prof. Neve Merlak.
Glasbeni študij je nadaljevala na Fakulteti za glasbeno umetnost na Univerzi v  Beogradu, v razredu klavirskega pedagoga Arba Valdme. Tu je leta 1988 diplomirala  z odliko in prejela  nagrado iz sklada „J. Pavlović“ za najboljši uspeh Fakultete.
Izpopolnjevala se je pri priznani koncertistki in pedagoginji Mariji Tipo na „Conservatoire Superieur de Musique“ v Ženevi (Švica). 
Svojo visokošolsko glasbeno izobrazbo je Katja Milič dopolnila na kölnski „Visoki šoli za glasbo“ v Aachnu (razred prof. Ulle Graf), kjer je diplomirala z odliko („Künstlerische Reifeprüfung“-1995) in dosegla najvišji akademski naziv s „Konzertexamnom“ leta 1998. 
Izpopolnjevala se je na mojstrskih tečajih pri Igorju Lazku, Helmutu Deutschu, Sergiu Perticaroliju, Andrásu Schiffu, Menahemu Presslerju in Karl- Heinzu Kämmerlingu.
Katja Milič je dobitnica več prvih in drugih nagrad na klavirskih tekmovanjih, med katerimi izstopata prvi nagradi na 20. Republiškem tekmovanju študentov Akademij za glasbo Srbije v Beogradu in na 16. Zveznem tekmovanju študentov Akademij za glasbo Jugoslavije v Dubrovniku.  
Na klavirskem tekmovanju v Benetkah je osvojila prestižno nagrado „Premio Venezia `87“ in nastopila z recitalom v Veliki dvorani gledališca „La Fenice“.
S solističnimi recitali, v raznih komornih zasedbah in kot solistka z orkestrom je nastopila v Italiji, Sloveniji, Nemčiji, Belgiji, Hrvaški, Srbiji in Črni gori, Avstriji, Franciji in na Nizozemskem. Kot cenjena komorna glasbenica in klavirska spremljevalka je nastopila na domačih in tujih koncertnih odrih, na glasbenih tekmovanjih in na mojstrskih šolah priznanih violinistov kot so L. Kaplan, M. Vaiman, K. Okayama, I. Rashkovsky, P. Munteanu in O. Krysa.Bila je umetniška sodelavka-pianistka  mojtrskih šol Sommerakademie Univerze »Mozarteum« v Salzburgu.
Snemala je za RAI v Italiji, za RTV v Sloveniji, za RTV v Beogradu in za BRF v Belgiji. Krstno je izvedla in posnela več skladb slovenskih in italijanskih skladateljev.
Svojo pedagoško dejavnost je začela  leta 1985 na šoli Glasbene Matice v Trstu, kjer je bila od leta 1991  stalno nameščena profesorica klavirja. 
Katja Milič je od leta 2000 docentka na „Hochschule für Musik und Tanz Köln“ in profesorica klavirja na glasbeni šoli „Musikschule der Stadt Aachen“ v Aachnu (Nemčija).